# I Feel Fine
I Feel Fine è un brano dei Beatles del 1964 composto da John Lennon, ma accreditato alla coppia Lennon/McCartney, pubblicato come lato A di un singolo 45 giri ed è incluso nell'album The Beatles in Italy.

## Descrizione

### Musica e arrangiamento
Molti critici affermano che fu il primo brano musicale contenente il tipico riff di chitarra che caratterizzerà gli anni sessanta e gli anni settanta, almeno per quanto riguarda la musica pop e rock; la chitarra elettrica grazie all'ausilio di distorsori consentirà ai virtuosi dello strumento ampi spazi da esplorare. Dopo l'uscita del disco molti giornalisti e critici musicali affermarono che il suono iniziale assomigliava a quello di un rasoio elettrico e che era stato frutto del caso e parvero scettici e perplessi. In effetti la trovata era stata fortuita, dovuta al fatto che durante una pausa in studio John Lennon si era avvicinato troppo all'amplificatore con la sua chitarra dimenticandosi di abbassare il volume del pickup e dando luogo al feedback. Il risultato fu così sorprendente che, per la prima volta, si decise di adottare l'effetto Larsen in una registrazione in studio, effetto che sarebbe stato utilizzato in seguito da artisti quali Jimi Hendrix, The Kinks, The Who; in ogni caso, Lennon si mostrò orgoglioso del fatto di aver aperto la strada ai suoi celebrati colleghi.
I Beatles continueranno anche in futuro ad insistere con singoli piuttosto innovativi sostenuti da una base ritmica rumorosa con chitarre distorte (per es. Day Tripper, Ticket to Ride, Paperback Writer), oltreché esplorare il campo degli effetti elettronici, delle registrazioni al contrario e di tutto ciò che i nuovi strumenti tecnologici offrivano.

## Classifiche
Il disco ottenne un ottimo successo raggiungendo l'8 dicembre del 1964 il primo posto delle classifiche britanniche, conservandolo per cinque settimane; il 26 dicembre toccò il vertice anche negli Stati Uniti mantenendolo per tre settimane; il 2 gennaio 1965 arriva primo anche in Olanda per sei settimane. Il singolo arriva primo anche in Canada e Norvegia e terzo in Germania ed Austria.

## Formazione
- John Lennon - voce, chitarra ritmica
- Paul McCartney - cori, basso
- George Harrison - cori, chitarra solista
- Ringo Starr - batteria

## Cover
La canzone vanta numerose cover, tra le quali si segnalano:
- I Queen durante il loro "Magic Tour" del 1986 suonarono la canzone con la formazione composta da Freddie Mercury cantante, Brian May alla chitarra acustica, Roger Taylor alle percussioni e John Deacon al basso.
- I Sweetheart of the Rodeo registrarono una versione country nel 1988, pubblicata come singolo.
- The Punkles ne eseguirono una versione punk inserita nel loro primo album.
- Il titolo della canzone viene citato in D'You Know What I Mean?, canzone degli Oasis contenuta in Be Here Now.

## Curiosità
- Il riff di chitarra del brano è stato campionato ed inserito in Pippero di Elio e le Storie Tese, singolo tratto dall'album Italyan, Rum Casusu Çikti (1992)[4].